# Temporada 2012 de European F3 Open
La temporada 2012 de European F3 Open es la 4ª después del cambio de denominación y la duodécima en total. La temporada estrena los nuevos chasis Dallara F312.

## Escuderías y pilotos
| Escudería                         | N.º | Piloto               | Chasis       | Clase | Rondas   |
| --------------------------------- | --- | -------------------- | ------------ | ----- | -------- |
| Team West-Tec F3                  | 1   | Sam Dejonghe         | Dallara F312 | A     | 1–7      |
| Team West-Tec F3                  | 1   | Edward Jones         | Dallara F312 | A     | 8        |
| Team West-Tec F3                  | 2   | Manuel Bejarano      | Dallara F312 | A     | 1–2      |
| Team West-Tec F3                  | 15  | Roberto La Rocca     | Dallara F312 | A     | 3–8      |
| Team West-Tec F3                  | 31  | Luca Orlandi         | Dallara F308 | C     | 1–4, 7–8 |
| Team West-Tec F3                  | 31  | Chris Vlok           | Dallara F308 | C     | 6        |
| Team West-Tec F3                  | 88  | Jordan Oon           | Dallara F308 | C     | Todas    |
| RP Motorsport                     | 3   | Gianmarco Raimondo   | Dallara F312 | A     | Todas    |
| RP Motorsport                     | 5   | Niccolò Schirò       | Dallara F312 | A     | Todas    |
| RP Motorsport                     | 18  | Michela Cerruti      | Dallara F308 | C     | 1        |
| RP Motorsport                     | 18  | Michela Cerruti      | Dallara F312 | A     | 2–3      |
| RP Motorsport                     | 18  | Alexander Boquoi     | Dallara F308 | C     | 6–8      |
| RP Motorsport                     | 20  | Trino Raúl Rojas     | Dallara F308 | C     | Todas    |
| RP Motorsport                     | 35  | Kristian Laine       | Dallara F308 | C     | 8        |
| EmiliodeVillota Motorsport        | 4   | Juan Carlos Sistos   | Dallara F312 | A     | 1–7      |
| EmiliodeVillota Motorsport        | 4   | Alex Riberas         | Dallara F312 | A     | 8        |
| EmiliodeVillota Motorsport        | 6   | Måns Grenhagen       | Dallara F312 | A     | Todas    |
| EmiliodeVillota Motorsport        | 7   | Tatiana Calderón     | Dallara F312 | A     | Todas    |
| EmiliodeVillota Motorsport        | 25  | Valeria Carballo     | Dallara F308 | C     | Todas    |
| EmiliodeVillota Motorsport        | 26  | Yarin Stern          | Dallara F308 | C     | 8        |
| Top F3                            | 10  | Pierre Sancinéna     | Dallara F312 | A     | 1–3      |
| Top F3                            | 10  | Rupert Svendsen-Cook | Dallara F312 | A     | 4        |
| Top F3                            | 10  | Corey Smith          | Dallara F312 | A     | 6        |
| Top F3                            | 17  | Jordan Perroy        | Dallara F308 | C     | 1–6, 8   |
| Top F3                            | 29  | Alexandre Cougnaud   | Dallara F308 | C     | Todas    |
| Campos Racing                     | 11  | Denis Nagulin        | Dallara F312 | A     | Todas    |
| Campos Racing                     | 12  | Facu Regalia         | Dallara F312 | A     | Todas    |
| Drivex School                     | 13  | José Luis Abadín     | Dallara F308 | C     | 8        |
| Drivex School                     | 30  | Cristian Serrada     | Dallara F308 | C     | 1–3, 5–6 |
| Corbetta Competizioni             | 21  | Fran Suárez          | Dallara F308 | C     | 1–2      |
| Corbetta Competizioni             | 21  | Gerard Barrabeig     | Dallara F308 | C     | 3–8      |
| Corbetta Competizioni             | 22  | Matteo Torta         | Dallara F308 | C     | Todas    |
| DAV Racing                        | 24  | Kevin Giovesi        | Dallara F308 | C     | 1–7      |
| DAV Racing                        | 77  | Matteo Davenia       | Dallara F308 | C     | Todas    |
| Cedars-Escuela Profilltex-Circuit | 27  | Alexander Boquoi     | Dallara F308 | C     | 1–5      |
| Cedars-Escuela Profilltex-Circuit | 27  | Moisés Soriano       | Dallara F308 | C     | 7–8      |
| Cedars-Escuela Profilltex-Circuit | 28  | Moisés Soriano       | Dallara F308 | C     | 1–6      |
| Cedars-Escuela Profilltex-Circuit | 33  | Noel Jammal          | Dallara F312 | A     | 1–5      |
| Cedars-Escuela Profilltex-Circuit | 34  | Noel Jammal          | Dallara F312 | A     | 6–8      |
| Cedars-Escuela Profilltex-Circuit | 34  | Matteo Beretta       | Dallara F312 | A     | 1–3      |

| Icono | Clase     |
| ----- | --------- |
| A     | Clase A   |
| C     | Copa F308 |

## Calendario

### Series Invernales
- El 16 de enero de 2012 fueron anunciadas las winter series, que reaparecerían 7 años después.[38]

| Ronda | Tipo            | Circuito                           | Fecha         | Vendedor       |
| ----- | --------------- | ---------------------------------- | ------------- | -------------- |
| WS1   | Qualifying test | Autódromo Internacional do Algarve | 17 de febrero | Noel Jammal    |
| WS2   | Carrera         | Circuito de Le Castellet           | 3 de marzo    | Noel Jammal    |
| WS3   | Carrera         | Circuito de Le Castellet           | 3 de marzo    | Grenhagen Mans |

### Temporada
- Un calendario provisional de 8 rondas fue anunciado el 5 de noviembre de 2011, que posteriormente sería confirmado.[40]

| Ronda | Ronda | Circuito                           | Fecha           |
| ----- | ----- | ---------------------------------- | --------------- |
| 1     | R1    | Autódromo Internacional do Algarve | 29 de abril     |
| 1     | R2    | Autódromo Internacional do Algarve | 29 de abril     |
| 2     | R1    | Nürburgring                        | 27 de mayo      |
| 2     | R2    | Nürburgring                        | 27 de mayo      |
| 3     | R1    | Circuito de Spa-Francorchamps      | 24 de junio     |
| 3     | R2    | Circuito de Spa-Francorchamps      | 24 de junio     |
| 4     | R1    | Brands Hatch                       | 15 de julio     |
| 4     | R2    | Brands Hatch                       | 15 de julio     |
| 5     | R1    | Circuito Paul Ricard               | 22 de julio     |
| 5     | R2    | Circuito Paul Ricard               | 22 de julio     |
| 6     | R1    | Hungaroring                        | 9 septiembre    |
| 6     | R2    | Hungaroring                        | 9 septiembre    |
| 7     | R1    | Autodromo Nazionale Monza          | 7 de octubre    |
| 7     | R2    | Autodromo Nazionale Monza          | 7 de octubre    |
| 8     | R1    | Circuito de Barcelona-Cataluña     | 11 de noviembre |
| 8     | R2    | Circuito de Barcelona-Cataluña     | 11 de noviembre |

## Resultados

### Campeonato de pilotos
- Sistema de puntuación:

| 1  | 2  | 3  | 4  | 5  | 6 | 7 | 8 | 9 | 10 | PP | VR |
| -- | -- | -- | -- | -- | - | - | - | - | -- | -- | -- |
| 25 | 18 | 15 | 12 | 10 | 8 | 6 | 4 | 2 | 1  | 1  | 1  |

| Pos                            | Piloto               | ALG | ALG | NÜR | NÜR | SPA | SPA | BRH | BRH | LEC | LEC | HUN | HUN | MON | MON | CAT | CAT | Retención  | Pts |
| ------------------------------ | -------------------- | --- | --- | --- | --- | --- | --- | --- | --- | --- | --- | --- | --- | --- | --- | --- | --- | ---------- | --- |
| 1                              | Niccolò Schirò       | 21  | 3   | 4   | 2   | 3   | 3   | 2   | 3   | 1   | 1   | 2   | 4   | 1   | 1   | 2   | 4   | (284 - 12) | 272 |
| 2                              | Gianmarco Raimondo   | 4   | 2   | 2   | 1   | 1   | 2   | 5   | 1   | 2   | 2   | 1   | 3   | 3   | 4   | 4   | 14  | (277 - 10) | 267 |
| 3                              | Måns Grenhagen       | 2   | 1   | 3   | 5   | 2   | 1   | 1   | Ret | 16  | 3   | Ret | 5   | 2   | 11  | 5   | 5   |            | 211 |
| 4                              | Facu Regalia         | 6   | 4   | 5   | 3   | 8   | 14  | 11  | 2   | 3   | 5   | Ret | 1   | 4   | 9   | 1   | 1   |            | 186 |
| 5                              | Sam Dejonghe         | 3   | Ret | 1   | 4   | 4   | 4   | 4   | 7   | 6   | 4   | 18  | 2   | 6   | 2   |     |     |            | 159 |
| 6                              | Kevin Giovesi        | 5   | 5   | Ret | 8   | 19  | 5   | 6   | 6   | 8   | Ret | 5   | 8   | 5   | 3   |     |     |            | 93  |
| 7                              | Juan Carlos Sistos   | 1   | 9   | 7   | 6   | 9   | 7   | 10  | 4   | 4   | 8   | 7   | 9   | Ret | 18  |     |     |            | 87  |
| 8                              | Noel Jammal          | 8   | 8   | 22  | 9   | 7   | 10  | 7   | 17  | 7   | 6   | 3   | 13  | 8   | Ret | 10  | DNS |            | 61  |
| 9                              | Tatiana Calderón     | Ret | 10  | Ret | 11  | 14  | 9   | 12  | 10  | 5   | 7   | 4   | 7   | 12  | 16  | 8   | 7   |            | 56  |
| 10                             | Roberto La Rocca     |     |     |     |     | 12  | 6   | 9   | Ret | Ret | 11  | 6   | 6   | 16  | 6   | 6   | Ret |            | 44  |
| 11                             | Matteo Beretta       | 7   | 6   | 8   | 7   | 6   | 8   |     |     |     |     |     |     |     |     |     |     |            | 36  |
| 12                             | Moisés Soriano       | 20  | 13  | 14  | 13  | 5   | 12  | 8   | 9   | 15  | 9   | 20  | DNS | Ret | 10  | 11  | 6   |            | 33  |
| 13                             | Rupert Svendsen-Cook |     |     |     |     |     |     | 3   | 5   |     |     |     |     |     |     |     |     |            | 26  |
| 14                             | Gerard Barrabeig     |     |     |     |     | Ret | 16  | 13  | Ret | 9   | 12  | 9   | 12  | 11  | 7   | 9   | 9   |            | 22  |
| 15                             | Alexandre Cougnaud   | 10  | 12  | 11  | 10  | 15  | 11  | 16  | 11  | 10  | 10  | 19  | 14  | 13  | 5   | 20  | 15  |            | 14  |
| 16                             | Manuel Bejarano      | 11  | 7   | 6   | 14  |     |     |     |     |     |     |     |     |     |     |     |     |            | 14  |
| 17                             | Matteo Davenia       | 9   | 16  | Ret | 17  | 11  | 20  | Ret | 8   | 12  | 13  | 13  | 10  | 15  | 8   | Ret | Ret |            | 11  |
| 18                             | Alexander Boquoi     | 23  | DNS | 13  | 16  | Ret | 17  | 19  | 12  | 11  | 20  | 17  | 17  | 10  | 15  | 13  | 8   |            | 9   |
| 19                             | Jordan Oon           | 16  | 14  | 10  | 12  | 10  | 13  | 14  | 14  | Ret | 19  | 8   | 11  | Ret | 12  | 16  | 13  |            | 7   |
| 20                             | Valeria Carballo     | 17  | 15  | Ret | 22  | 17  | Ret | 18  | 15  | 13  | 15  | 14  | 15  | 7   | Ret | 18  | Ret |            | 6   |
| 21                             | Denis Nagulin        | 24  | Ret | 12  | 21  | Ret | Ret | 17  | 16  | 20  | 21  | 15  | 20  | 9   | 17  | Ret | 10  |            | 6   |
| 22                             | Jordan Perroy        | 12  | 21  | 9   | 19  | Ret | Ret | 15  | 13  | 14  | 14  | Ret | 18  |     |     |     |     |            | 2   |
| 23                             | Luca Orlandi         | 13  | 20  | 21  | 23  | 18  | 19  | DNS | DNS |     |     |     |     | 14  | DNS | 14  | 11  |            | 2   |
| 24                             | Trino Raúl Rojas     | 18  | 22  | 18  | 26  | 16  | Ret | 21  | Ret | 18  | 16  | 10  | 19  | Ret | 13  | 12  | Ret |            | 2   |
| 25                             | Cristian Serrada     | 19  | 11  | 17  | 18  | Ret | Ret |     |     | 19  | 18  | 12  | 16  |     |     |     |     |            | 0   |
| 26                             | Chris Vlok           |     |     |     |     |     |     |     |     |     |     | 11  | 21  |     |     |     |     |            | 0   |
| 27                             | Pierre Sancinéna     | 15  | NC  | 16  | 20  | 13  | 15  |     |     |     |     |     |     |     |     |     |     |            | 0   |
| 28                             | Matteo Torta         | 14  | 18  | 19  | 24  | Ret | 21  | 20  | Ret | 17  | 17  | 16  | 22  | Ret | 14  | 15  | DSQ |            | 0   |
| 29                             | Fran Suárez          | 22  | 17  | 15  | 15  |     |     |     |     |     |     |     |     |     |     |     |     |            | 0   |
| 30                             | Michela Cerruti      | Ret | 19  | 20  | 25  | 20  | 18  |     |     |     |     |     |     |     |     |     |     |            | 0   |
| 31                             | Corey Smith          |     |     |     |     |     |     |     |     |     |     | 21  | 23  |     |     |     |     |            | 0   |
| Piloto Invitado no suma puntos |                      |     |     |     |     |     |     |     |     |     |     |     |     |     |     |     |     |            |     |
|                                | Edward Jones         |     |     |     |     |     |     |     |     |     |     |     |     |     |     | 7   | 2   |            | 0   |
|                                | Alex Riberas         |     |     |     |     |     |     |     |     |     |     |     |     |     |     | 3   | 3   |            | 0   |
|                                | Kristian Laine       |     |     |     |     |     |     |     |     |     |     |     |     |     |     | 17  | 12  |            | 0   |
|                                | Yarin Stern          |     |     |     |     |     |     |     |     |     |     |     |     |     |     | 19  | Ret |            | 0   |
|                                | José Luis Abadín     |     |     |     |     |     |     |     |     |     |     |     |     |     |     | Ret | Ret |            | 0   |
| Pos                            | Piloto               | ALG | ALG | NÜR | NÜR | SPA | SPA | BRH | BRH | LEC | LEC | HUN | HUN | MON | MON | CAT | CAT | Retención  | Pts |

| Color     | Resultado                                                               |
| --------- | ----------------------------------------------------------------------- |
| Oro       | Ganador                                                                 |
| Plata     | 2.ª plaza                                                               |
| Bronce    | 3.ª plaza                                                               |
| Verde     | Finalizó en los puntos                                                  |
| Azul      | Finalizó sin puntos                                                     |
| Azul      | NC - No clasificado                                                     |
| Violeta   | Ret - No terminó (Carrera)                                              |
| Rojo      | DNQ - No se clasificó                                                   |
| Negro     | DSQ - Descalificado                                                     |
| Blanco    | DNS - No empezó (carrera)                                               |
| Blanco    | WD - Retirado (fin de semana)                                           |
| Blanco    | C - Carrera cancelada                                                   |
| Sin color | DNP - Inscrito pero no participó                                        |
| Sin color | INJ - Lesionado                                                         |
| Sin color | EX - Excluido                                                           |
| Estado    | Resultado                                                               |
| Negrita   | Pole position                                                           |
| Cursiva   | Vuelta rápida                                                           |
| †         | Abandona, pero clasifica al completar el porcentaje requerido para ello |

### Copa F308
- Sistema de puntuación:

| 1  | 2 | 3 | 4 | 5 |
| -- | - | - | - | - |
| 10 | 8 | 6 | 4 | 3 |

| Pos                                    | Piloto             | ALG | ALG | NÜR | NÜR | SPA | SPA | BRH | BRH | LEC | LEC | HUN | HUN | MON | MON | CAT | CAT | Pts |
| -------------------------------------- | ------------------ | --- | --- | --- | --- | --- | --- | --- | --- | --- | --- | --- | --- | --- | --- | --- | --- | --- |
| 1                                      | Kevin Giovesi      | 5   | 5   | Ret | 8   | 19  | 5   | 6   | 6   | 8   | Ret | 5   | 8   | 5   | 3   |     |     | 110 |
| 2                                      | Moisés Soriano     | 20  | 13  | 14  | 13  | 5   | 12  | 8   | 9   | 15  | 9   | 20  | DNS | Ret | 10  | 11  | 6   | 72  |
| 3                                      | Alexandre Cougnaud | 10  | 12  | 11  | 10  | 15  | 11  | 16  | 11  | 10  | 10  | 19  | 14  | 13  | 5   | 20  | 15  | 70  |
| 4                                      | Gerard Barrabeig   |     |     |     |     | Ret | 16  | 13  | Ret | 9   | 12  | 9   | 12  | 11  | 7   | 9   | 9   | 59  |
| 5                                      | Jordan Oon         | 16  | 14  | 10  | 12  | 10  | 13  | 14  | 14  | Ret | 19  | 8   | 11  | Ret | 12  | 16  | 13  | 50  |
| 6                                      | Matteo Davenia     | 9   | 16  | Ret | 17  | 11  | 20  | Ret | 8   | 12  | 13  | 13  | 10  | 15  | 8   | Ret | Ret | 41  |
| 7                                      | Alexander Boquoi   | 23  | DNS | 13  | 16  | Ret | 17  | 19  | 12  | 11  | 20  | 17  | 17  | 10  | 15  | 13  | 8   | 29  |
| 8                                      | Jordan Perroy      | 12  | 21  | 9   | 19  | Ret | Ret | 15  | 13  | 14  | 14  | Ret | 18  |     |     |     |     | 20  |
| 9                                      | Trino Raúl Rojas   | 18  | 22  | 18  | 26  | 16  | Ret | 21  | Ret | 18  | 16  | 10  | 19  | Ret | 13  | 12  | Ret | 13  |
| 10                                     | Luca Orlandi       | 13  | 20  | 21  | 23  | 18  | 19  | DNS | DNS |     |     |     |     | 14  | DNS | 14  | 11  | 10  |
| 11                                     | Valeria Carballo   | 17  | 15  | Ret | 22  | 17  | Ret | 18  | 15  | 13  | 15  | 14  | 15  | 7   | Ret | 18  | Ret | 8   |
| 12                                     | Cristian Serrada   | 19  | 11  | 17  | 18  | Ret | Ret |     |     | 19  | 18  | 12  | 16  |     |     |     |     | 8   |
| 13                                     | Chris Vlok         |     |     |     |     |     |     |     |     |     |     | 11  | 21  |     |     |     |     | 3   |
| 14                                     | Fran Suárez        | 22  | 17  | 15  | 15  |     |     |     |     |     |     |     |     |     |     |     |     | 3   |
| 15                                     | Matteo Torta       | 14  | 18  | 19  | 24  | Ret | 21  | 20  | Ret | 17  | 17  | 16  | 22  | Ret | 14  | 15  | DSQ | 0   |
| 16                                     | Michela Cerruti    | Ret | 19  |     |     |     |     |     |     |     |     |     |     |     |     |     |     | 0   |
| Pilotos invitados no apto para puntuar |                    |     |     |     |     |     |     |     |     |     |     |     |     |     |     |     |     |     |
|                                        | Kristian Laine     |     |     |     |     |     |     |     |     |     |     |     |     |     |     | 17  | 12  | 0   |
|                                        | Yarin Stern        |     |     |     |     |     |     |     |     |     |     |     |     |     |     | 19  | Ret | 0   |
|                                        | José Luis Abadín   |     |     |     |     |     |     |     |     |     |     |     |     |     |     | Ret | Ret | 0   |
| Pos                                    | Piloto             | ALG | ALG | NÜR | NÜR | SPA | SPA | BRH | BRH | LEC | LEC | HUN | HUN | MON | MON | CAT | CAT | Pts |

### Escuderías
- Sistema de puntuación.

| Pos    | 1  | 2 | 3 | 4 | 5 |
| ------ | -- | - | - | - | - |
| Puntos | 10 | 8 | 6 | 4 | 3 |

| Pos | Escudería                  | N.º | ALG | ALG | NÜR | NÜR | SPA | SPA | BRH | BRH | LEC | LEC | HUN | HUN | MON | MON | CAT | CAT | Pts |
| --- | -------------------------- | --- | --- | --- | --- | --- | --- | --- | --- | --- | --- | --- | --- | --- | --- | --- | --- | --- | --- |
| 1   | RP Motorsport              | A   | 4   | 2   | 2   | 1   | 1   | 2   | 2   | 1   | 1   | 1   | 1   | 3   | 1   | 1   | 2   | 4   | 138 |
| 1   | RP Motorsport              | C   | 18  | 22  | 18  | 26  | 16  | Ret | 21  | Ret | 18  | 16  | 10  | 17  | Ret | 13  | 12  | Ret | 138 |
| 2   | EmilioDeVillota Motorsport | A   | 1   | 1   | 3   | 5   | 2   | 1   | 1   | 4   | 4   | 3   | 4   | 5   | 2   | 11  | 5   | 5   | 97  |
| 2   | EmilioDeVillota Motorsport | C   | 17  | 15  | Ret | 22  | 17  | Ret | 18  | 15  | 13  | 15  | 14  | 15  | 7   | Ret | 18  | Ret | 97  |
| 3   | Campos Racing              | A   | 6   | 4   | 5   | 3   | 8   | 14  | 11  | 2   | 3   | 5   | 15  | 1   | 4   | 9   | 1   | 1   | 66  |
| 4   | Team West-Tec F3           | A   | 3   | 7   | 1   | 4   | 4   | 4   | 4   | 7   | 6   | 4   | 6   | 2   | 6   | 2   | 6   | Ret | 57  |
| 4   | Team West-Tec F3           | C   | 13  | 14  | 10  | 12  | 10  | 13  | 14  | 14  | Ret | 19  | 8   | 11  | 14  | 12  | 14  | 11  | 57  |
| 5   | DAV Racing                 | C   | 5   | 5   | Ret | 8   | 11  | 5   | 6   | 6   | 8   | 13  | 5   | 8   | 5   | 3   | Ret | Ret | 21  |
| 6   | Cedars-Profilltex-Circuit  | A   | 7   | 6   | 8   | 7   | 6   | 8   | 7   | 17  | 7   | 6   | 3   | 13  | 8   | Ret | 10  | DNS | 16  |
| 6   | Cedars-Profilltex-Circuit  | C   | 20  | 13  | 13  | 13  | 5   | 12  | 8   | 9   | 11  | 9   | 20  | DNS | Ret | 10  | 11  | 6   | 16  |
| 7   | Top F3                     | A   | 15  | NC  | 16  | 20  | 13  | 15  | 3   | 5   |     |     | 21  | 23  |     |     |     |     | 12  |
| 7   | Top F3                     | C   | 10  | 12  | 11  | 10  | 15  | 11  | 15  | 11  | 10  | 10  | 19  | 14  | 13  | 5   | 20  | 15  | 12  |
| 8   | Corbetta Competizioni      | C   | 14  | 17  | 15  | 15  | Ret | 16  | 13  | Ret | 9   | 12  | 9   | 12  | 11  | 7   | 9   | 9   | 0   |
| 9   | Drivex School              | C   | 19  | 11  | 17  | 18  | Ret | Ret |     |     | 19  | 18  | 12  | 16  |     |     | Ret | Ret | 0   |
| Pos | Escudería                  | N.º | ALG | ALG | NÜR | NÜR | SPA | SPA | BRH | BRH | LEC | LEC | HUN | HUN | MON | MON | CAT | CAT | Pts |